# Průvodčí

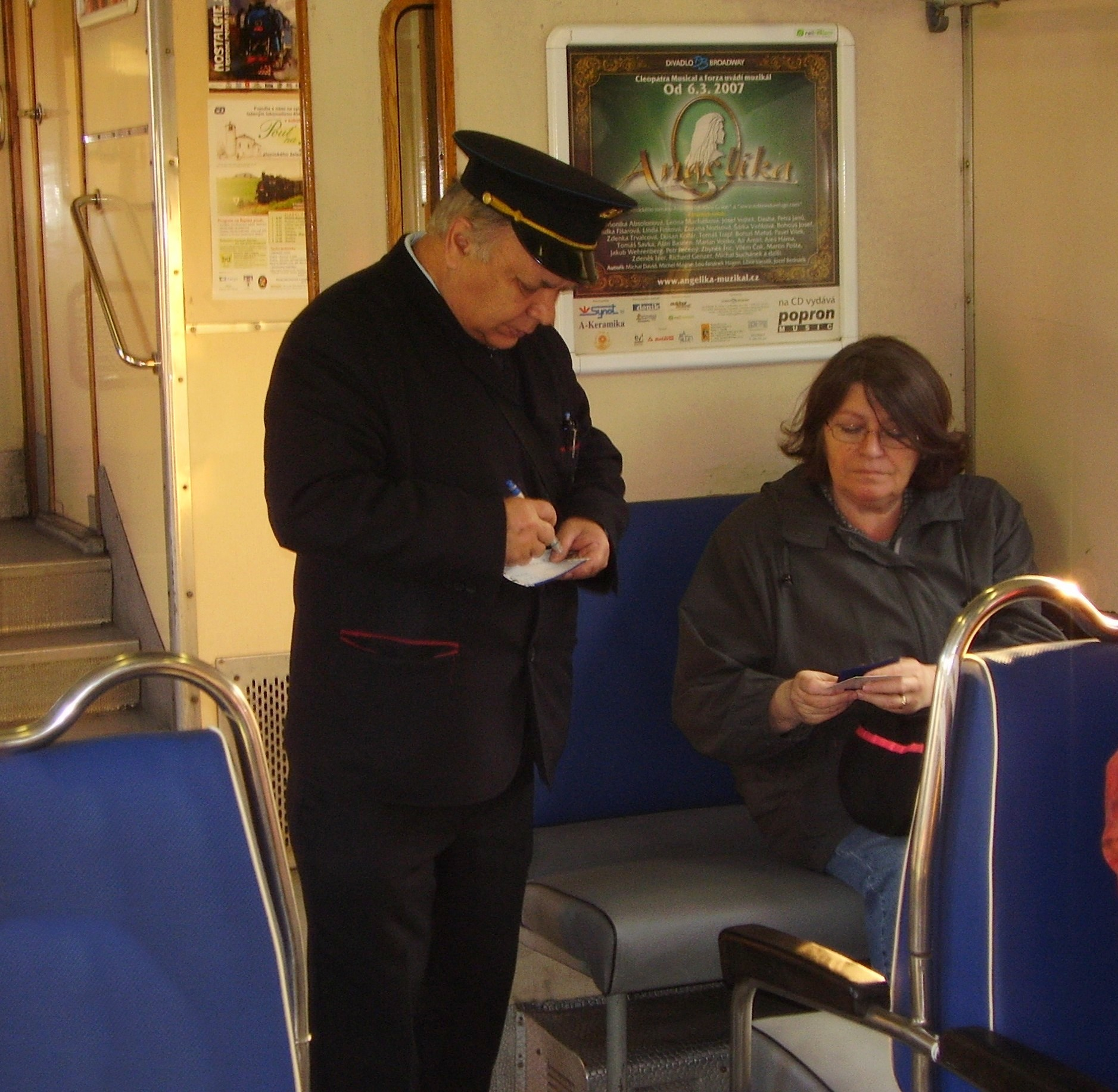
Průvodčí Českých drah v příměstském vlaku

Průvodčí (též stevard, zastarale též konduktér) je pověřený pracovník dopravce, který provází vozidlo, vlak nebo jiný dopravní prostředek po jeho cestě. Zpravidla kontroluje cestujícím platnost jízdních dokladů, případně je také vydává, nebo poskytuje informace o návazných spojích a jinak se stará o pohodlí cestujících. Dbá také na celkovou bezpečnost přepravy všech přepravovaných osob, zejména při jejich nastupování a vystupování z vozidla, kontroluje zákazy kouření a pořádek ve vozidle nebo vlaku, případně provádí pomocné úkony při obsluze vozidla nebo vlaku.

## Železniční průvodčí

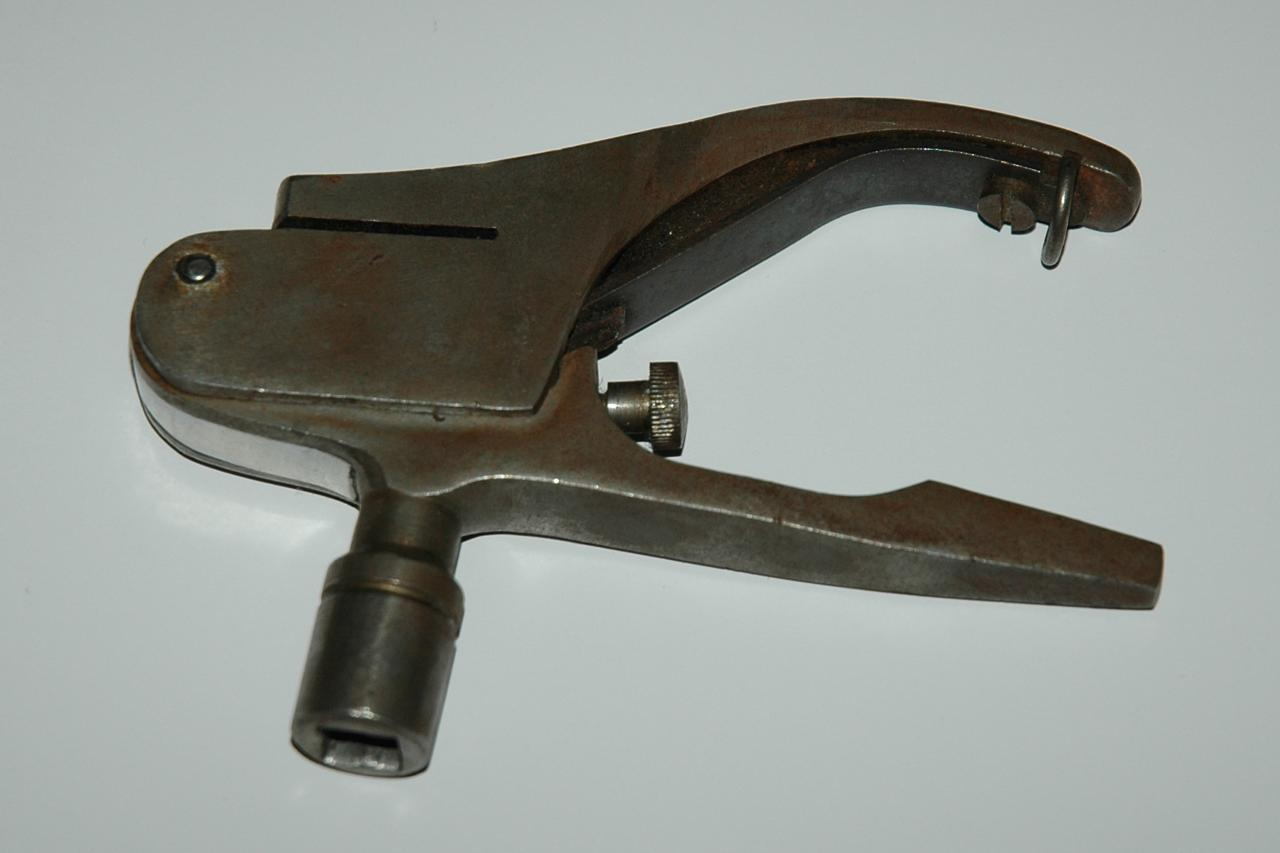
Kleště průvodčího ČSD pro proštípnutí jízdenek – průštipky

Průvodčí ve vlacích Českých drah obvykle v nepravidelných intervalech prochází vlak a přitom kontroluje cestujícím jízdní doklady. Při druhé a další kontrole během téže jízdy obvykle kontroluje pouze ty cestující, kteří mezitím přistoupili. Tento systém klade vysoké nároky na paměť průvodčího a zároveň poskytuje cestujícím možnosti, jak se kontrole vyhnout. Cestující, kteří nastoupili v tzv. neobsazené stanici nebo zastávce (tj. takové, v níž v době před odjezdem vlaku není zajištěn prodej jízdenek) mohou u průvodčího zakoupit jízdenku bez přirážky. Cestující, který nastoupil v obsazené zastávce, může zakoupit jízdenku u průvodčího s malou přirážkou, pokud se u něj sám přihlásí ještě před výzvou průvodčího. Pokud se cestující bez jízdenky sám nepřihlásí, musí průvodčímu zaplatit vyšší pokutu.
V některých zemích a u některých dopravců má průvodčí ve vlaku stálé stanoviště na určeném místě a cestující bez jízdenky je povinen se na toto místo sám dostavit.
Průvodčí také poskytuje informace o návazných spojích a jinak se stará o pohodlí cestujících (ve spacích vozech například vydává lůžkoviny). Dbá také na celkovou bezpečnost přepravy všech přepravovaných osob, zejména při jejích nastupování a vystupování z vozidla (dává řidiči vozidla či vlaku souhlas k odjezdu), kontroluje zákazy kouření, dbá na dodržování veřejného pořádku ve vlaku.
Průvodčí se podílí na výpravě vlaku, obsluhuje zařízení vozu (například topení, klimatizaci, osvětlení vlaku, otevírání a zavírání dveří atd.). V rámci možností také sleduje stav vlaku během jeho jízdy a to zejména z hlediska všech platných bezpečnostních předpisů.
V jednom vlaku je jeden či více průvodčích, přičemž všichni jsou podřízeni vlakvedoucímu; vlakvedoucí obvykle též vykonává činnost průvodčího v části vlaku. U kratších souprav může být obsluhou vlaku pověřen jen vlakvedoucí, v určitých případech dokonce jen strojvedoucí.
Ve vlacích Českých drah chodí kromě průvodčích také revizoři. Ve vztahu k cestujícím jsou ve stejném postavení jako průvodčí a činnost provádějí podobným způsobem. Jejich úkolem je především kontrolovat kvalitu práce průvodčích, někdy jsou také operativně využíváni jako výpomocní průvodčí nebo výdejci jízdenek.
U jiných dopravců než Českých drah mohou být funkce vymezeny jinak, v některých jazycích či zemích je pro funkce vlakvedoucího i průvodčího shodný název (např. analogie českého synonyma konduktér) a vlakvedoucí je v případě potřeby rozlišen jako hlavní konduktér (chief guard, chief conductor). Styk s cestujícími, popřípadě servis cestujícím může být u některých dopravců či funkcí téměř nebo zcela oddělen od provozních činností, například České dráhy na některých tratích kromě průvodčích mají též servisní stevardky nazývané po vzoru letušek vlakušky.

## Průvodčí v městské hromadné dopravě

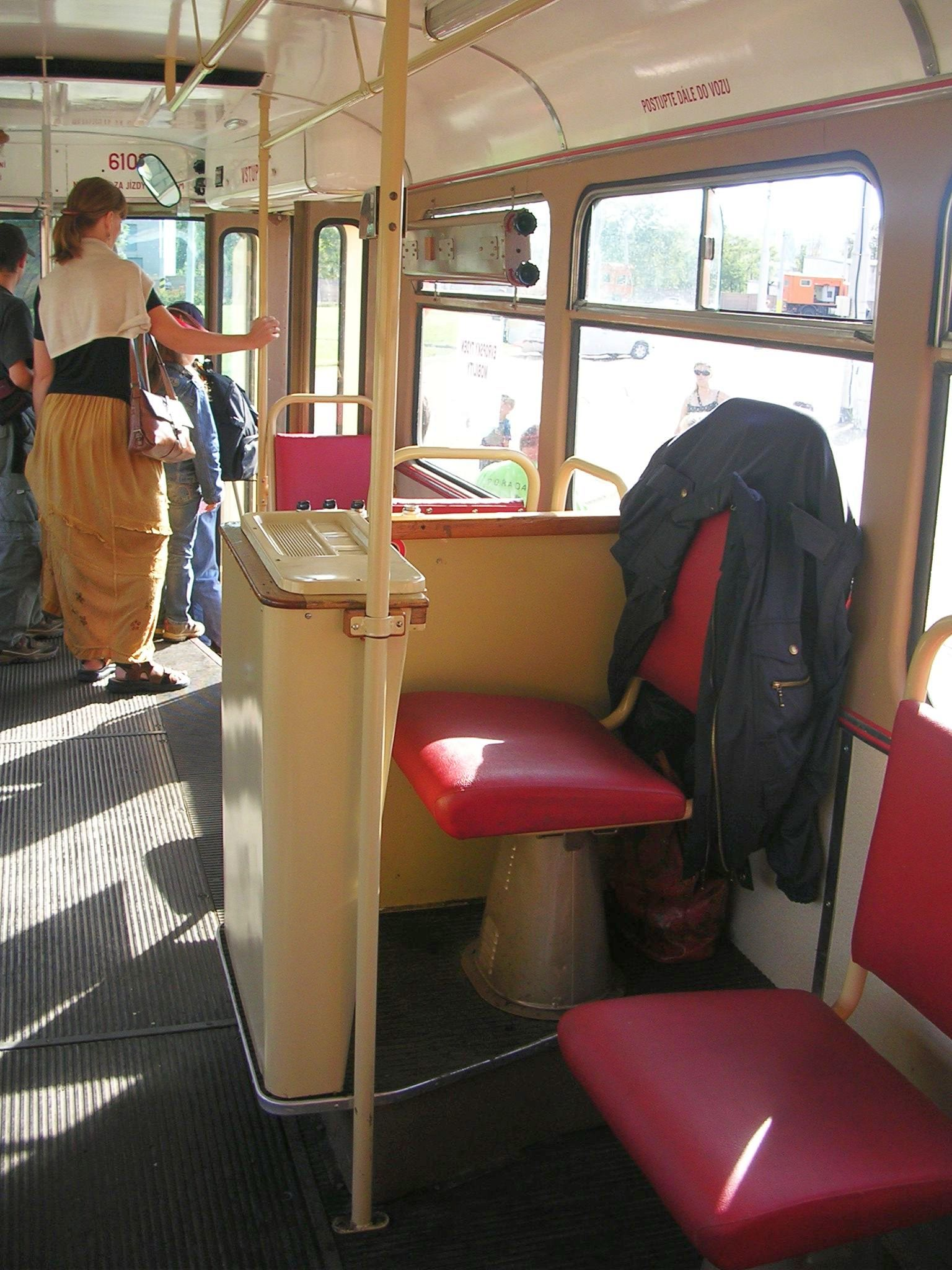
Stanoviště průvodčího v pražské tramvaji (muzejní vůz typu Tatra T3 č. 6102).

V dřívějších dobách bývali průvodčí obvykle přítomni v dopravních prostředcích všech druhů veřejné dopravy, v omnibusech, potahových i motorových tramvajích, autobusech, trolejbusech i ve vlacích.

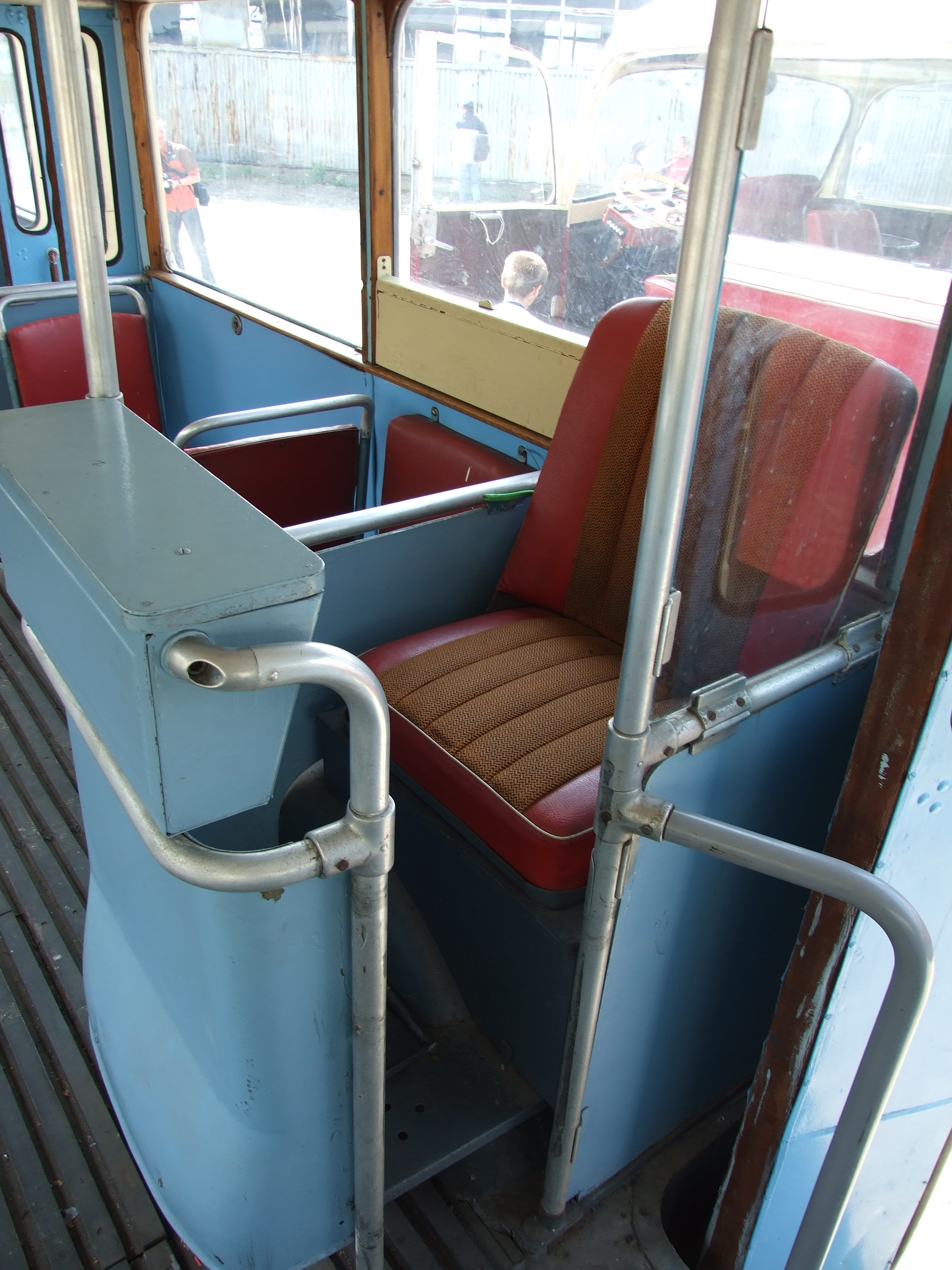
Stanoviště průvodčího v brněnském trolejbuse Škoda 8Tr5

Pokud měla tramvajová souprava motorový vůz se dvěma vlečnými vozy, bývali průvodčí v každém voze včetně motorového vozu, takovou soupravu tedy obsluhoval 1 řidič + 3 průvodčí.

## Autobusoví průvodčí
Někteří autobusoví dopravci (například Student Agency) na palubách svých autobusů poskytují také služby „průvodčího“, tato osoba je však nazývána stevard.

## Letecká doprava
V letecké dopravě se tato funkce nazývá palubní průvodčí (resp. stevard, lidově letuška).

## Lodní doprava
Pracovníci v obdobných funkcích působí i v osobní lodní dopravě.

## Lanové dráhy a výtahy

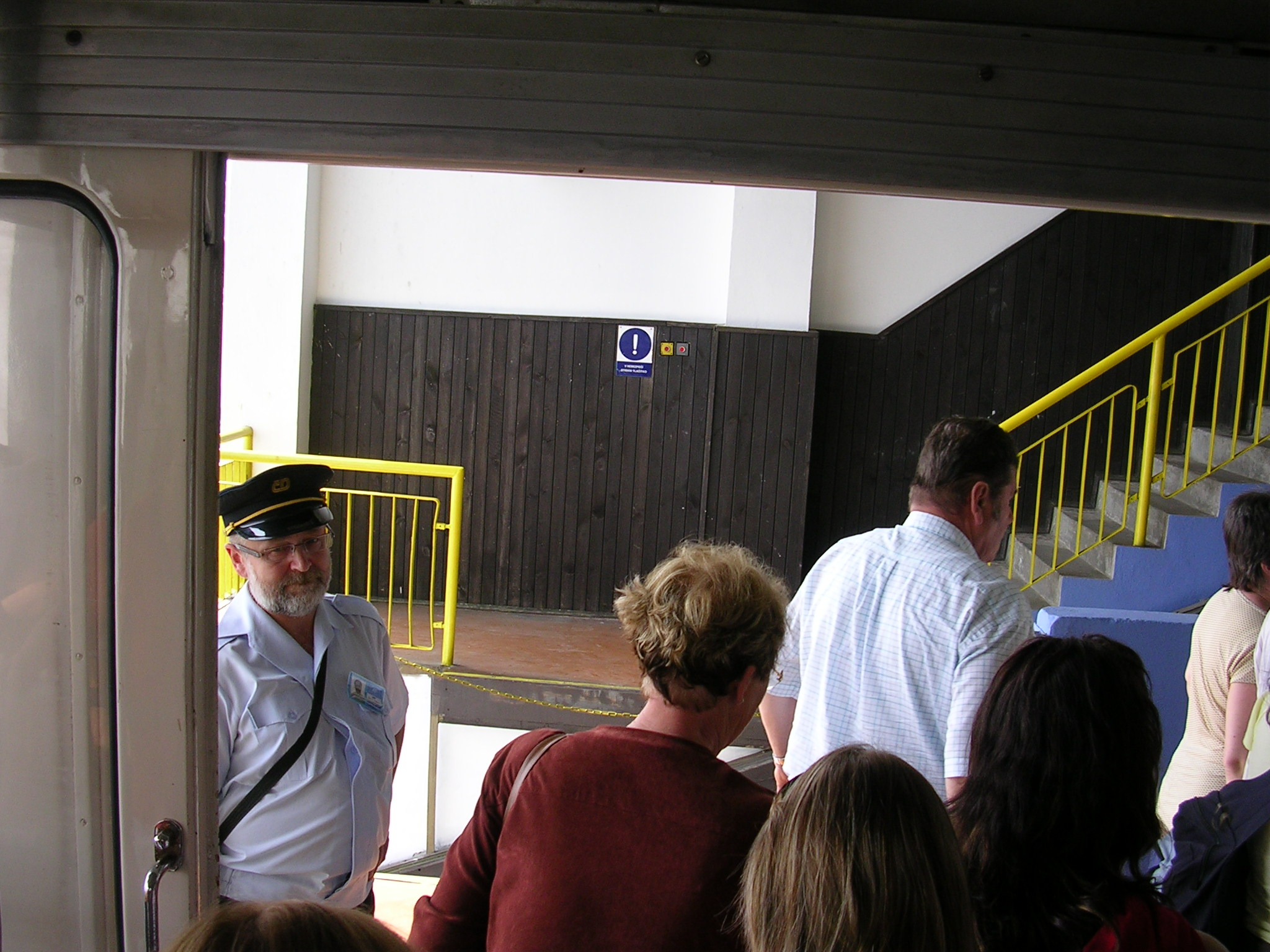
Průvodčí lanové dráhy na Ještěd dohlíží na vystupování z kabiny.

U pozemních a kabinových lanových drah je průvodčí osoba, která doprovází vozidlo lanové dráhy a nezasvěcenému pozorovateli se jeví jako řidič. Český dopravní řád drah (vyhl. 173/1995 Sb., § 49) nazývá osobu v této funkci průvodcem a stanoví, že průvodcem musí být doprovázeno drážní vozidlo kyvadlové dráhy lanové určené pro přepravu více než 20 osob, což však neplatí, je-li vybaveno technickým zařízením, které průvodce nahradí a které zajistí zejména sledování prostoru pro cestující. 
V počátcích provozu výtahů bylo obvyklé, že obsluhu výtahu zajišťovala osoba ve výtahové kabině, nazývala se například liftboy. Dnes mají podobné osoby ve významných budovách spíše reprezentační funkci, většina výtahů je samoobslužná.

## Odrazy v kultuře

### železniční průvodčí
- Ostře sledované vlaky - novela Bohumila Hrabal a stejnojmenný film režiséra Jiřího Menzela ze železničního prostředí
- Kalamita - český film režisérky Věry Chytilové ze železničního prostředí, průvodčí zde hrála Jaroslava Kretschmerová

### tramvajový průvodčí
- Dáma na kolejích – český film režiséra Ladislava Rychmana